# Žakovce
Žakovce (deutsch Eisdorf, ungarisch Izsákfalva – bis 1892 Zsakóc) ist eine Gemeinde im Norden der Slowakei mit 863 Einwohnern (31. Dezember 2024). Sie gehört zum Okres Kežmarok, einem Teil des Prešovský kraj und wird zur traditionellen Landschaft Zips gezählt.

## Geographie

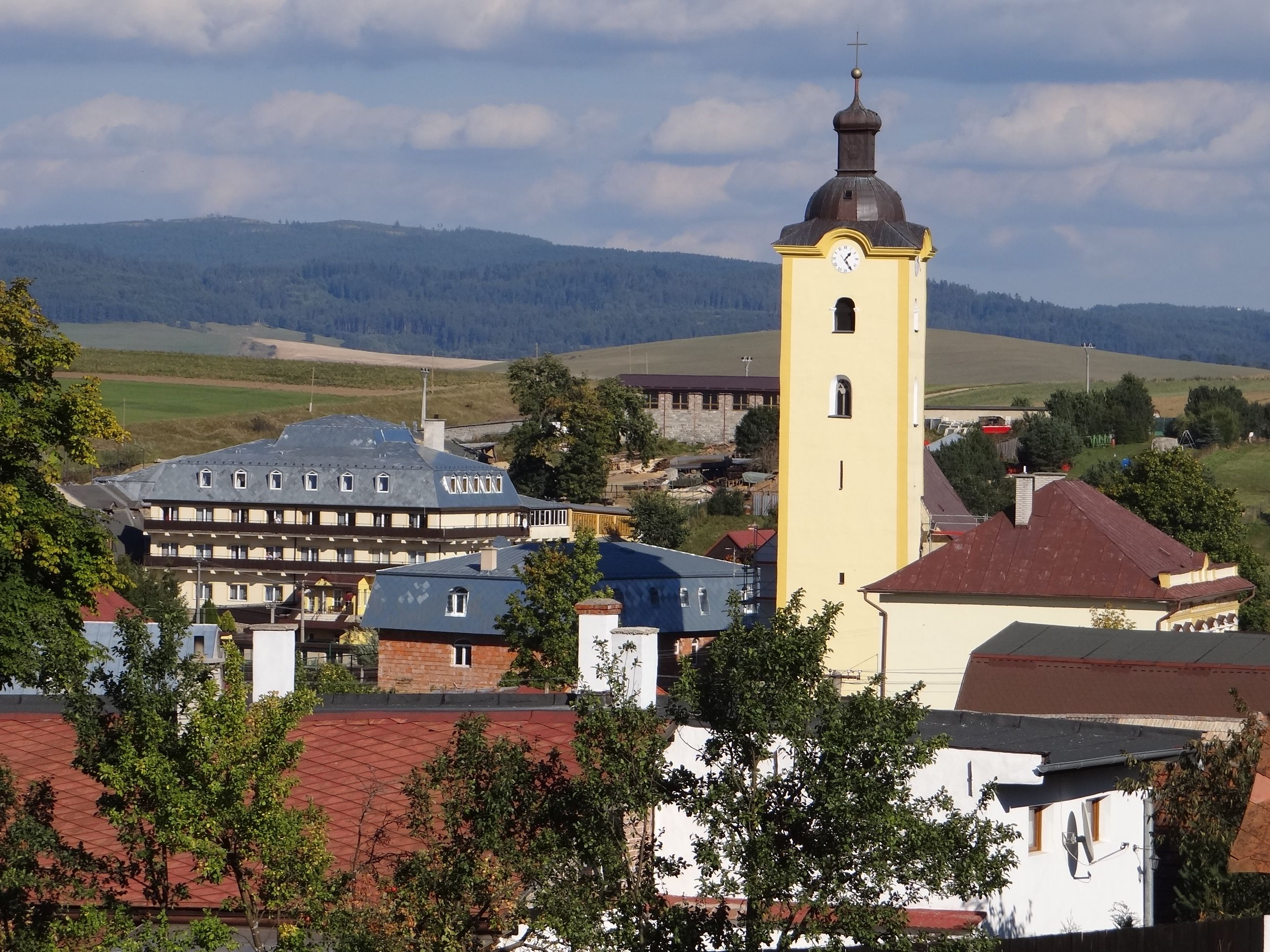
Ortsansicht

Die Gemeinde befindet sich im hügeligen Teil des Talkessels Popradská kotlina, einem Teil der größeren Podtatranská kotlina, zwischen den Leutschauer Bergen im Osten und der Hohen Tatra im Westen. Durch Žakovce fließt der Bach Žakovský potok. Das Ortszentrum liegt auf einer Höhe von 671 m n.m. und ist acht Kilometer von Kežmarok sowie 14 Kilometer von Poprad entfernt.

## Geschichte
Žakovce ist einer der ältesten Orte der Landschaft Zips und wurde 1209 als Villa Isaac schriftlich erwähnt. Nach dem Mongoleneinfall 1241 ließen sich deutsche „Gäste“ im Ort nieder. Das Dorf gehörte zum Bund der Zipser Sachsen, nach 1412 zum Bund der 11 Zipser Städte, da es nicht an Polen verpfändet wurde. Gleichwohl verlor das Dorf an Bedeutung und geriet 1465 in die Abhängigkeit der Zipser Burg.
1828 sind 99 Häuser und 718 Einwohner verzeichnet, die in Landwirtschaft, aber auch in Abbau von Kupfer und Quecksilber beschäftigt waren.
Bis 1918 gehörte der im Komitat Zips liegende Ort zum Königreich Ungarn, kam danach zur Tschechoslowakei und gehört heute zur Slowakei. Am Ende des Zweiten Weltkriegs wurden die deutschen Einwohner abgeschoben und stattdessen wurde Žakovce von Slowaken aus Blažov sowie anderen umliegenden Dörfern besiedelt.

## Bevölkerung
| Jahr                | 1994 | 2004     | 2014     | 2024    |
| ------------------- | ---- | -------- | -------- | ------- |
| Anzahl der Personen | 568  | 709      | 861      | 863     |
| Unterschied         |      | +24,82 % | +21,43 % | +0,23 % |

| Jahr                | 2023 | 2024    |
| ------------------- | ---- | ------- |
| Anzahl der Personen | 860  | 863     |
| Unterschied         |      | +0,34 % |

Ergebnisse nach der Volkszählung 2001 (614 Einwohner):
| Nach Ethnie: - 96,91 % Slowaken - 1,14 % Russinen - 0,98 % Tschechen - 0,33 % Ukrainer | Nach Konfession: - 57,00 % römisch-katholisch - 35,02 % griechisch-katholisch - 3,75 % orthodox - 2,12 % keine Angabe - 1,47 % konfessionslos - 0,65 % evangelisch |

## Sehenswürdigkeiten
- römisch-katholische Kirche, gotisch gegen 1300 erbaut, barockisiert im 18. Jahrhundert
- evangelische Toleranzkirche aus dem Jahr 1793
- Kapelle im klassizistischen Stil aus dem Jahr 1775
- Landschloss im spätbarocken Stil aus dem 18. Jahrhundert